# Міжнародний слов'янський університет
Міжнародний Слов'янський університет — приватний навчальний заклад, розташований у Харкові.

8 листопада 2013, рішенням Акредитаційної комісії МОН України, анульовано ліцензію на надання освітніх послуг

## Історія
МСУ зареєстровано в Міністерства юстиції України (свідоцтво № 243 від 11 березня 1993 р.). У цьому ж році одержано ліцензії на профільну діяльність, проведено перший набір студентів.
8 листопада 2013 року під головуванням Міністра освіти і науки Дмитра Табачника відбулося засідання Акредитаційної комісії (АК), на якому розглядалися результати перевірок дотримання вимог законодавства у сфері освіти приватними вищими навчальними закладами: «Міжнародний Слов'янський університет. Харків», в тому числі Інституту країн Сходу та Африки ПВНЗ «Міжнародний Слов'янський університет. Харків»; «Кіровоградський інститут регіонального управління та економіки»; «Хмельницький коледж технології та дизайну».
Проведенні Державною інспекцією навчальних закладів України (ДІНЗ) перевірки засвідчили суттєві порушення і недоліки у роботі вказаних навчальних закладів. Зокрема, у ході інспектування ПВНЗ «Міжнародний Слов'янський університет. Харків», а також його структурного підрозділу «Інститут країн Сходу та Африки», встановлено, що фахова освіта більшості викладачів не відповідає профілю дисциплін, які вони викладають. Частина викладачів не мають відповідного наукового ступеня та вченого звання, а також за останні п'ять років не проходили підвищення кваліфікації та стажування.
Після заслуховування та обговорення результатів перевірок АК ухвалила рішення про анулювання ліцензій на надання послуг у сфері вищої освіти ПВНЗ «Міжнародний Слов'янський університет. Харків», в тому числі його структурного підрозділу «Інститут країн Сходу та Африки» ПВНЗ «Міжнародний Слов'янський університет. Харків».

## Структура, спеціальності
Ведеться підготовка студентів за спеціальностями:
- міжнародні економічні відносини;
- міжнародна інформація (інформаційно-комерційна та рекламно-виставкова діяльність);
- фінанси;
- банківська справа;
- менеджмент організацій (менеджмент туристичної індустрії);
- прикладна лінгвістика;
- хореографія.

В університеті існує можливість одержання другої вищої освіти за спеціальностями:
- менеджмент організацій;
- міжнародні економічні відносини;

### Інститут країн Сходу й Африки (Сімферополь)
Директор — Панін Сергій Михайлович. Адреса: 95051, м. Сімферополь, Євпаторійське шосе, 8.

### Київський факультет хореографії (Київ)
Декан факультету — Кравчук Олена Геннадійовна[джерело?]. Адреса: 01004, м. Київ, бульвар Шевченка, 3.

### Аспірантура
Здійснюється набір в очну та заочну аспірантуру та пошукачів на контрактній основі за спеціальностями:
- 05.13.06 «АСУ та прогресивні інформаційні технології»;
- 17.00.01 «Теорія й історія культури (культурологія)».

## Почесні професори
- Бондар Інтерна Касянівна